# 人民街道 (渭南市)
人民街道，是中华人民共和国陕西省渭南市临渭区下辖的一个乡镇级行政单位，渭南市人民政府位于该街道辖区内。

## 行政区划
人民街道下辖以下地区：
朝阳东街社区、南塘社区、东风影院社区、东风东街社区、东风中街社区、人民东街社区、人民中街社区、胜利东街社区、胜利中街社区、渭南锅炉厂社区、招商社区、乐天中街社区、民生北路社区、园里堡村、曙光村和尤西村。